# Crystal City (Teksas)
Crystal City je grad u američkoj saveznoj državi Teksas. Prema popisu stanovništva iz 2010. u njemu je živjelo 7.138 stanovnika.